# ليو جياني
ليو جياني (بالصينية: 刘建业) (17 يونيو 1987 شنيانغ الصين - ) هو لاعب كرة قدم صيني، يلعب كلاعب وسط، شارك في كأس آسيا 2015.

## روابط خارجية
- ليو جياني على موقع الاتحاد الدولي (مؤرشف)  (الإنجليزية)
- ليو جياني على موقع قاعدة بيانات كرة القدم.إي يو (الإنجليزية)
- ليو جياني على موقع ناشيونال فوتبول تيمز (الإنجليزية)
- ليو جياني على موقع Soccerway.com (الإنجليزية)
- ليو جياني على موقع عالم كرة القدم.نت (الإنجليزية)